# MTS-System
Das MTS-System war ein mechanisches Einheitensystem, das auf den Basiseinheiten Meter (m), Tonne (t) und Sekunde (s) fußte. In Frankreich wurde es 1919 eingeführt, in der Sowjetunion war es von 1933 bis 1955 in Gebrauch.
Abgeleitete Einheiten waren u. a. Ster für das Volumen, Sthen für die Kraft und Pièze für den Druck.

## Geschichte
In Frankreich wurde dieses System am 2. April 1919 eingeführt. Ein Motiv war, dass dadurch die Dichte des Wassers der kohärenten Einheit der Dichte entsprach: ρH2O ≈ 1 t/m3. Mit der Integration der elektromagnetischen Einheiten trat jedoch der Nachteil auf, dass diese Einheiten im MTS-System nicht kohärent waren. Eine Kommission in Frankreich empfahl der französischen Regierung daher 1948, zum MKS-System überzugehen.
Die Generalkonferenz für Maß und Gewicht von 1954 erhob das MKS-System zum internationalen Standard, aus dem 1960 das Internationale Einheitensystems (SI) wurde. Das MTS-System hat seitdem keine Bedeutung mehr.